# Si Bouaziz ben M'hamed ben Gana
Si Bouaziz ben M'hamed ben Gana (in arabo سي أمحمد بن بوعزيز بن قانة‎?; Oued Righ, 1879 – Algeria, 17 giugno 1945) è stato un politico algerino.

## Biografia

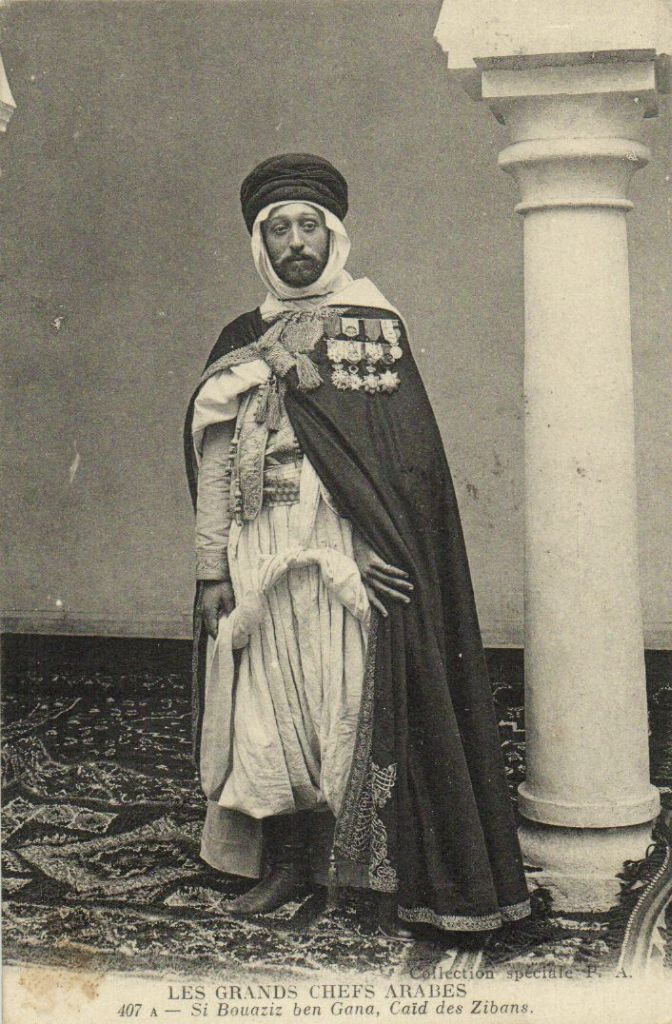
Un giovane Si Bouaziz ben M'hamed ben Gana

Si Bouaziz era figlio dello sceicco Si M'hamed ben Bouaziz ben Gana. Personalità rilevante nel panorama politico algerino, i suoi antenati erano stati i principali feudatari e dignitari dei bey di Costantina come capi della tribù del makhzen e della confederazione Dhouaouda. Uno dei suoi antenati ebbe il governo di una vasta area a sud della città di Costantina nel 1839 ed ottenne per primo il titolo di sceicco sotto l'amministrazione francese che da due anni aveva acquisito l'area nel proprio patrimonio coloniale.
Durante il periodo coloniale francese, fu fedele alla repubblica europea e servì come membro della scorta d'onore durante la visita dello zar Nicola II di Russia nel suo viaggio in Francia nel 1896 e nuovamente nel 1901.
Bouaziz fu nominato agha nell'aprile 1914 e poi bachagha degli Ziban nel 1923.
Nel gennaio del 1939, durante il viaggio in Algeria di Edouard Daladier, ebbe le funzioni di cerimoniere ufficiale accompagnando il corteo governativo insieme al generale Georges Catroux ed al califfo Djelloul Ben Lakhdar.
Fu membro della commissione governativa dell'Algeria per l'attuazione delle riforme richieste dai mussulmani nel 1944. Le sue posizioni, per quanto riformatrici all'epoca, non sempre incontrarono il favore di tutte le comunità algerine dal momento che egli, come politico, puntò essenzialmente al miglioramento delle condizioni dei nativi mussulmani algerini, indipendentemente dalla loro estrazione sociale, asserendo che questi dovessero avere necessariamente più diritti di coloro che erano giunti in Algeria a seguito del colonialismo, ad esclusione però dei francesi. Egli votò a favore dell'estensione dell'istruzione pubblica a tutti i bambini e bambine di religione mussulmana, come propose l'adozione dell'arabo come lingua obbligatoria da insegnare in tutte le scuole.
Morì il 17 giugno 1945.